# Devedeseta
Devedeseta je sedmi studijski album zagrebške rock skupine Prljavo kazalište, ki je izšel pri založbi Suzy. Album vsebuje hit skladbe: »Pisma ljubavna«, »Oprostio mi Bog«, »Iz nekih starih razloga« in »Zbogom dame, zbogom prijatelji«. Pri snemanju je sodeloval tudi nekdanji vokalist skupine Davorin Bogović. Albumu je kot bonus skladba dodana pesem »Mi smo svijeta dva«.

## Seznam skladb
Avtor vseh skladb je Jasenko Houra.
| A stran | A stran                                                         | A stran |
| Št.     | Naslov                                                          | Dolžina |
| ------- | --------------------------------------------------------------- | ------- |
| 1.      | „Pisma ljubavna‟                                                | 2:53    |
| 2.      | „Devedeseta‟                                                    | 6:06    |
| 3.      | „Oprostio mi Bog, mogla bi i ti‟                                | 4:47    |
| 4.      | „Nemoj misliti da se izvlačim (samo zato što se sporo svlačim)‟ | 4:47    |
| 5.      | „Na Badnje veče‟                                                | 5:11    |

| B stran | B stran                          | B stran |
| Št.     | Naslov                           | Dolžina |
| ------- | -------------------------------- | ------- |
| 1.      | „Evo putujem‟                    | 2:53    |
| 2.      | „Strah od letenja‟               | 4:01    |
| 3.      | „Iz nekih starih razloga‟        | 4:20    |
| 4.      | „Nebo zvjezdano‟                 | 3:54    |
| 5.      | „Zbogom dame, zbogom prijatelji‟ | 5:04    |

## Zasedba

### Prljavo kazalište
- Jasenko Houra – kitara
- Tihomir Fileš – bobni
- Damir Lipošek – kitara
- Ninoslav Hrastek – bas kitara
- Mladen Bodalec – vokal
- Mladen Roško – klaviature

### Gostje
- Arsen Ereš – saksofon
- Vesna Došen – spremljevalni vokal
- Davorin Bogović – vokal (A4)